# متلیچکا
متلیچکا (به بلغاری: Metlichka) یک منطقهٔ مسکونی در بلغارستان است که در شهرستان کیرکوفو واقع شده‌است.